# Kinh tế Thụy Điển
Kinh tế Thụy Điển là một nền kinh tế hỗn hợp tiên tiến, hướng ngoại và có ngành khai thác tài nguyên phát triển. Các ngành công nghiệp chủ đạo là chế tạo ô tô, viễn thông, dược phẩm và lâm nghiệp.
Do giữ thái độ trung lập, Thụy Điển đã không bị hai cuộc chiến tranh thế giới tàn phá giống như nhiều nước châu Âu khác.
Hai đặc trưng đáng chú ý của kinh tế Thụy Điển đó là nền kinh tế dựa trên các ngành công nghệ cao và những phúc lợi. Thụy Điển có tỷ lệ thu từ thuế trong tổng thu ngân sách nhà nước cao thứ hai sau Đan Mạch. Vào năm 2007, tổng số thuế thu nhập bằng 47,8% GDP, giảm từ 49,1% năm 2006.

## Lịch sử
Trong thế kỷ 19 Thụy Điển phát triển từ một nền kinh tế phần lớn là nông nghiệp chuyển sang bắt đầu của một quá trình công nghiệp hóa, đô thị hoá đất nước. Đói nghèo vẫn phổ biến rộng rãi trong các thành phần dân cư. Tuy nhiên, thu nhập đủ cao để tài trợ di cư đến những nơi xa xôi, khiến cho một phần lớn người dân của đất nước đã rời đi, đặc biệt là tới Hoa Kỳ.
Cải cách kinh tế và tạo ra một hệ thống kinh tế hiện đại, các ngân hàng và công ty đã được thành lập trong nửa sau của thế kỷ 19. Vào những năm 1930, Thụy Điển đã có một trong những nước có mức sống cao nhất của châu Âu. Thụy Điển đã tuyên bố bản thân trung lập trong cả hai cuộc chiến tranh thế giới, qua đó tránh được nhiều phá hủy giống như một số nước trung lập khác.
Hậu chiến bùng nổ đưa Thụy Điển tới sự thịnh vượng kinh tế lớn hơn, đưa đất nước này vào vị trí thứ ba trong bảng xếp hạng GDP bình quân đầu người năm 1970. Bắt đầu từ những năm 1970 và đỉnh điểm với sự suy thoái sâu của đầu những năm 1990, mức sống người Thụy Điển phát triển kém thuận lợi hơn so với nhiều nước công nghiệp hóa khác. Kể từ giữa những năm 1990 hiệu quả kém từ hoạt động kinh tế đã được cải thiện.
Năm 2006, Thụy Điển đứng thứ chín trên thế giới về GDP bình quân đầu người trong điều kiện danh nghĩa và đứng ở vị trí 14 trong điều kiện sức mua tương đương (con số năm 2005).

### Cuộc khủng hoảng của những năm 1990
Thụy Điển đã có một mô hình kinh tế duy nhất trong thời kỳ sau chiến tranh thế giới thứ 2, đặc trưng bởi sự hợp tác chặt chẽ giữa chính phủ, công đoàn lao động và các tổng công ty. Nền kinh tế Thụy Điển đã được mở rộng và toàn bộ lợi ích xã hội được tài trợ bởi các loại thuế cao, gần 50% GDP. Trong những năm 1980, bất động sản và tài chính đã hình thành nên bong bóng, được thúc đẩy bởi sự gia tăng nhanh chóng trong việc cho vay. Một sự chuyển dịch cơ cấu của hệ thống thuế, nhằm nhấn mạnh lạm phát thấp kết hợp với nền kinh tế quốc tế phát triển chậm lại trong những năm 1990, gây ra bong bóng để vỡ tung. Giữa những năm 1990 và 1993 GDP giảm xuống 5% và tỷ lệ thất nghiệp tăng vọt, gây ra cuộc khủng hoảng kinh tế tồi tệ nhất ở Thụy Điển kể từ thập niên 1930. Năm 1992 đã có một giảm nhanh trên các loại tiền tệ, ngân hàng trung ương trong một thời gian ngắn đã kích lãi suất lên đến 500% trong một nỗ lực không thành công để bảo vệ tỷ giá cố định của đơn vị tiền tệ. Tổng số việc làm giảm gần 10% trong khi cuộc khủng hoảng diễn ra.
Một thực tế là bùng nổ bất động sản đã kết thúc bằng việc đổ vỡ. Chính phủ đã tiếp nhận gần một phần tư tài sản của ngân hàng với thua lỗ khoảng 4% GDP của các quốc gia. Điều này đã được biết đến với nghĩa thông tục như là "Stockholm Solution." Cục Dự trữ Liên bang Hoa Kỳ nhận xét trong năm 2007, rằng: "Trong những năm 1970, Thụy Điển đã là một trong những nước có mức thu nhập cao nhất tại châu Âu; ngày nay, lần đầu tiên của nó đã biến mất tất cả nhưng.... Vì vậy, thậm chí có quản lý tài chính tốt thì khủng hoảng không thực sự có một kết thúc có hậu. "
Hệ thống phúc lợi xã hội đã được phát triển nhanh chóng kể từ những năm 1970 có thể không được duy trì lâu dài với việc GDP giảm xuống thấp hơn, và các khoản thanh toán phúc lợi lớn hơn. Năm 1994, thâm hụt ngân sách vượt quá 15% GDP. Các phản ứng của chính phủ là phải cắt giảm chi tiêu và tăng cường cải cách để cải thiện khả năng cạnh tranh của Thụy Điển. Khi triển vọng kinh tế quốc tế được cải thiện kết hợp với sự phát triển nhanh chóng trong lĩnh vực công nghệ thông tin, mà Thụy Điển đã có thể chuyển thành vốn từ cả nước để có thể thoát ra từ cuộc khủng hoảng.
Tuy nhiên, việc cải cách ban hành trong năm 1990 dường như đã tạo ra một mô hình, trong đó lợi ích phúc lợi xã hội rộng lớn có thể được duy trì trong một nền kinh tế toàn cầu.

## Nền kinh tế đương đại

Tăng trưởng GDP thực tế ở Thụy Điển 1996-2006

Thụy Điển là một nền kinh tế hỗn hợp theo định hướng xuất khẩu đặc trưng bởi một hệ thống phân phối hiện đại, xuất sắc trong và ngoài ngành truyền thông, và một lực lượng lao động có tay nghề. Cây gỗ, thủy năng và quặng sắt chiếm phần lớn trong các cơ sở tài nguyên của một nền kinh tế theo định hướng trọng tâm về hướng thương mại quốc tế. Ngành kỹ thuật của Thụy Điển chiếm 50% sản lượng và xuất khẩu. Viễn thông, ngành công nghiệp ô tô và các ngành công nghiệp dược phẩm cũng quan trọng. Báo cáo kế toán về ngành nông nghiệp chiếm 2 phần trăm của GDP và việc làm.
Danh sách 20 công ty lớn nhất Thụy Điển theo doanh thu năm 2007 là Volvo, Ericsson, Vattenfall, Skanska, Sony Ericsson, Svenska Cellulosa Aktiebolaget, Electrolux, Volvo Personvagnar, TeliaSonera, Sandvik, Scania, ICA, Hennes & Mauritz, Nordea, Preem, Atlas Copco, Securitas, Nordstjernan và SKF. Ngành công nghiệp của Thụy Điển chủ yếu là kiểm soát tư nhân; không giống như một số nước công nghiệp phương Tây khác, chẳng hạn như Áo và Italia, công khai doanh nghiệp luôn luôn được thể hiện là tầm quan trọng nhỏ.
Một số 4,5 triệu người dân đang làm việc, trong đó khoảng một phần ba với giáo dục đại học. GDP bình quân giờ làm việc cao thứ 9 trên thế giới đạt mức 31 USD trong năm 2006, so với 22 USD ở Tây Ban Nha và 35 USD ở Hoa Kỳ. Theo OECD, bãi bỏ quy định, toàn cầu hóa, và sự phát triển ngành công nghệ đã được coi là phím điều khiển năng suất. GDP bình quân giờ làm việc đang tăng lên 2 ½ phần trăm mỗi năm cho nền kinh tế nói chung và thương mại-điều kiện cân bằng năng suất tăng trưởng 2%. Thụy Điển là một nước dẫn đầu thế giới về lương hưu tư nhân và các vấn đề kinh phí trợ cấp là vấn đề nhỏ so với nhiều nước Tây Âu khác. Thụy Điển đã trở thành thị trường lao động linh hoạt hơn, nhưng nó vẫn có một số vấn đề được thừa nhận rộng rãi. Nhân viên thường chỉ nhận được 40% thu nhập của mình sau khi nêm thuế. Từ từ giảm dần tổng thể thuế, 51,1% của GDP năm 2007, vẫn còn gần gấp đôi của trong đó ở Hoa Kỳ hoặc Đảo Ireland. Công chức số lượng để một phần ba của lực lượng lao động Thụy Điển, gấp nhiều lần tỷ trọng ở nhiều nước khác. Nhìn chung, tăng trưởng GDP đã được cải cách nhanh chóng kể từ đầu thập niên 1990, đặc biệt là trong sản xuất.
Diễn đàn kinh tế thế giới năm 2008 cho thấy chỉ số năng lực cạnh tranh Thụy Điển xếp thứ 4 hầu hết cạnh tranh, đứng sau Đan Mạch. Chỉ số tự do kinh tế năm 2008 Thụy Điển xếp thứ 27 về tự do kinh tế trên 162 quốc gia, hoặc 14 trong số 41 nước châu Âu. Thụy Điển xếp thứ 9 trong cạnh tranh IMD biên niên năm 2008, ghi được hiệu quả cao trong khu vực tư nhân. Theo cuốn sách, The Flight of the Creative Class, bởi nghiên cứu đồ thị Hoa Kỳ, Giáo sư Richard Florida của Đại học Toronto, Thụy Điển được xếp hạng là có sáng tạo tốt nhất ở Châu Âu cho doanh nghiệp và được dự đoán sẽ trở thành một nam châm cho người lao động tài năng của thế giới có mục đích nhất. Cuốn sách được biên dịch một chỉ số để đo các loại sáng tạo nó tuyên bố là hữu ích nhất cho doanh nghiệp - tài năng, công nghệ và sự khoan dung. Thụy Điển đầu tư vào nghiên cứu và phát triển, trong năm 2007, tại mức hơn 3,5% GDP. Điều này là đáng kể so với một số những thành viên của MEDC, trong đó có Hoa Kỳ, và là lớn nhất trong số các thành viên của OECD.
Thụy Điển từ chối Euro trong một cuộc trưng cầu dân ý trong năm 2003, và Thụy Điển duy trì đơn vị tiền tệ của riêng mình, Krona Thụy Điển (SEK). Riksbank của Thụy Điển—thành lập năm 1668 và do đó khiến nó trở thành trung tâm ngân hàng lâu đời nhất trên thế giới-hiện tại đang tập trung vào sự ổn định giá, với mục tiêu lạm phát của nó là 2%. Theo Economic Survey of Sweden 2007 bởi OECD, sự lạm phát trung bình ở Thụy Điển là một trong những mức thấp nhất trong số các nước châu Âu kể từ giữa thập niên 1990, phần lớn là do bãi bỏ quy định và sử dụng nhanh chóng của toàn cầu hóa.
Các dòng chảy thương mại lớn nhất là với Đức, Hoa Kỳ, Na Uy, Vương quốc Anh, Đan Mạch và Phần Lan.
Những hình ảnh kinh tế Thụy Điển đã sáng đáng kể từ khi suy thoái nặng vào đầu những năm 1990. Tăng trưởng đã đạt được mạnh mẽ trong những năm gần đây, và mặc dù sự tăng trưởng trong nền kinh tế đã chậm lại giữa năm 2001 và 2003, tốc độ tăng trưởng đã đạt được đáng kể với tốc độ tăng trưởng trung bình là 3,7% trong ba năm qua. Triển vọng lâu dài cho sự tăng trưởng vẫn còn thuận lợi. Tỷ lệ lạm phát là thấp và ổn định, với dự báo cho các cấp tiếp tục thấp trong 2-3 năm tới.
Kể từ giữa thập niên 1990 ngành xuất khẩu đã bùng nổ, làm động cơ chính cho tăng trưởng kinh tế. Xuất khẩu của Thụy Điển cũng đã chứng minh là không có gì ngạc nhiên khi mạnh mẽ. Một đánh dấu thay đổi trong cơ cấu của hàng xuất khẩu, trong đó dịch vụ, các ngành công nghệ thông tin, và các ngành viễn thông đã đưa hơn từ các ngành công nghiệp truyền thống như: thép, giấy và bột giấy, đã làm cho ngành xuất khẩu Thụy Điển ít dễ bị biến động quốc tế. Tuy nhiên, đồng thời ngành công nghiệp Thụy Điển đã nhận được tiền ít hơn cho hàng xuất khẩu của nó trong khi giá nhập khẩu đã đi lên. Trong giai đoạn 1995-2003 giá xuất khẩu đã giảm 4%, đồng thời là giá nhập khẩu tăng 11%. Hiệu quả cuối cùng là tỷ lệ mậu dịch của Thụy Điển giảm 13%.

### Chính phủ
Ngân sách chính phủ đã được cải thiện đáng kể từ một mức thâm hụt kỷ lục của hơn 12% GDP vào năm 1993. Trong những thập kỷ qua, từ năm 1998 đến nay, chính phủ đã tạo ra thặng dư hàng năm, trừ các năm 2003 và 2004. Việc dư thừa trong năm 2007 dự kiến sẽ được 138 tỷ (20 tỷ USD) Krona. Quá trình ngân sách nghiêm ngặt với chi tiêu trần được thiết lập bởi Nghị viện, và một Hiến pháp thay đổi đến một sự độc lập của ngân hàng trung ương, có rất nhiều chính sách cải thiện uy tín. Điều này có thể được nhìn thấy trong tỷ lệ lãi suất lâu dài so với Euro, đó là không đáng kể.
Từ góc nhìn của nền tài chính bền vững lâu dài, cải cách được chờ đợi rất lâu những khoản trợ cấp người già đã có hiệu lực vào năm 1999. Điều này đòi hỏi một cải cách mạnh mẽ hơn rất nhiều hệ thống vis-à-vis bất lợi nhân khẩu và những xu hướng kinh tế, mà nên giữ lại tỷ lệ của tổng số tiền cấp dưỡng giải ngân tới việc tổng hợp hóa đơn tiền lương gần 20% trong những thập kỷ trước. Nắm giữ lẫn nhau, cả hai hợp nhất tài chính và cải cách trợ cấp đã mang tài chính công cộng trở lại trên một thế bền vững. Tổng khoản nợ công cộng, trong đó đã tăng từ 43% GDP năm 1990 lên 78% vào năm 1994, ổn định khoảng giữa những năm 1990 và bắt đầu đi xuống một lần nữa đáng kể đầu năm 1999. Năm 2000 nó đã giảm dưới mức quan trọng của 60%, và đã không đạt một mức 37% GDP như năm 2007, và dự kiến sẽ đi xuống mức dưới 20% GDP vào năm 2010.